# Олександрійська округа
Олександрі́йська окру́га (Олександрійський округ; рос. Александрийский округ) — адміністративно-територіальна одиниця СРСР. Існувала з 1923 по 1925 роки в складі Катеринославської губернії УСРР. Центр — місто Олександрія.
Створена 12 квітня 1923 року.
10 грудня 1924 року внесені зміни в адміністративний поділ округи: частина Аджамського району перечислена до Зинов'євської округи, решта території району включена до Ново-Празького району, перейменовані Користівський і Троїцький райони.
Ліквідована 3 червня 1925 року.
На момент розформування до складу округи входили 13 районів:
1. Верблюзький
2. Глинський
3. Знаменський
4. Косівський (до 10.12.1924 — Користівський, 3.06.1925 перейменований на Олександрійський)
5. Лихівський
6. Новгородківський
7. Ново-Георгіївський
8. Ново-Празький
9. Ново-Стародубський
10. Онуфрієвський
11. Попільнастівський (до 10.12.1924 — Троїцький)
12. Цибулівський
13. Червонокамінський

При розформуванні округи її територія розподілена між сусідніми округами:
- до Зинов'євської округи Одеської губернії відійшли Верблюзький, Знаменський, Новгородківський, Ново-Празький і Цибулівський райони;
- до Кременчуцької округи Полтавської губернії — Глинський, Косівський (з перейменуванням на Олександрійський), Лихівський, Ново-Георгієвський, Онуфрієвський, Попільнастівський, Червонокамінський райони і місто Олександрія;
- до Криворізької округи Катеринославської губернії — Ново-Стародубський район.

Карта Олександрійської округи у складі Катеринославської губернії, 1923
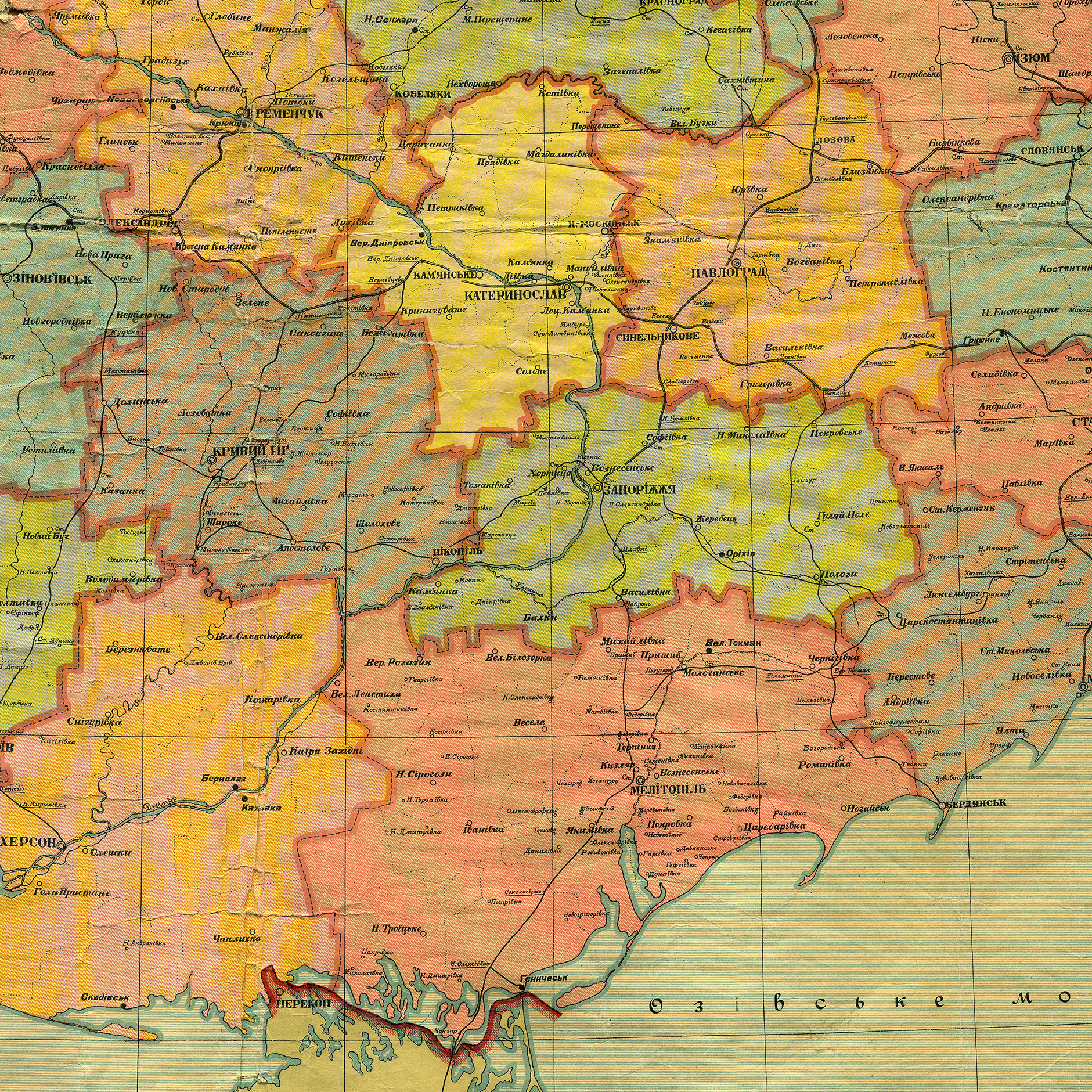
Карта колишньої Олександрійської округи, адміністративні межі станом на 1 жовтня 1925
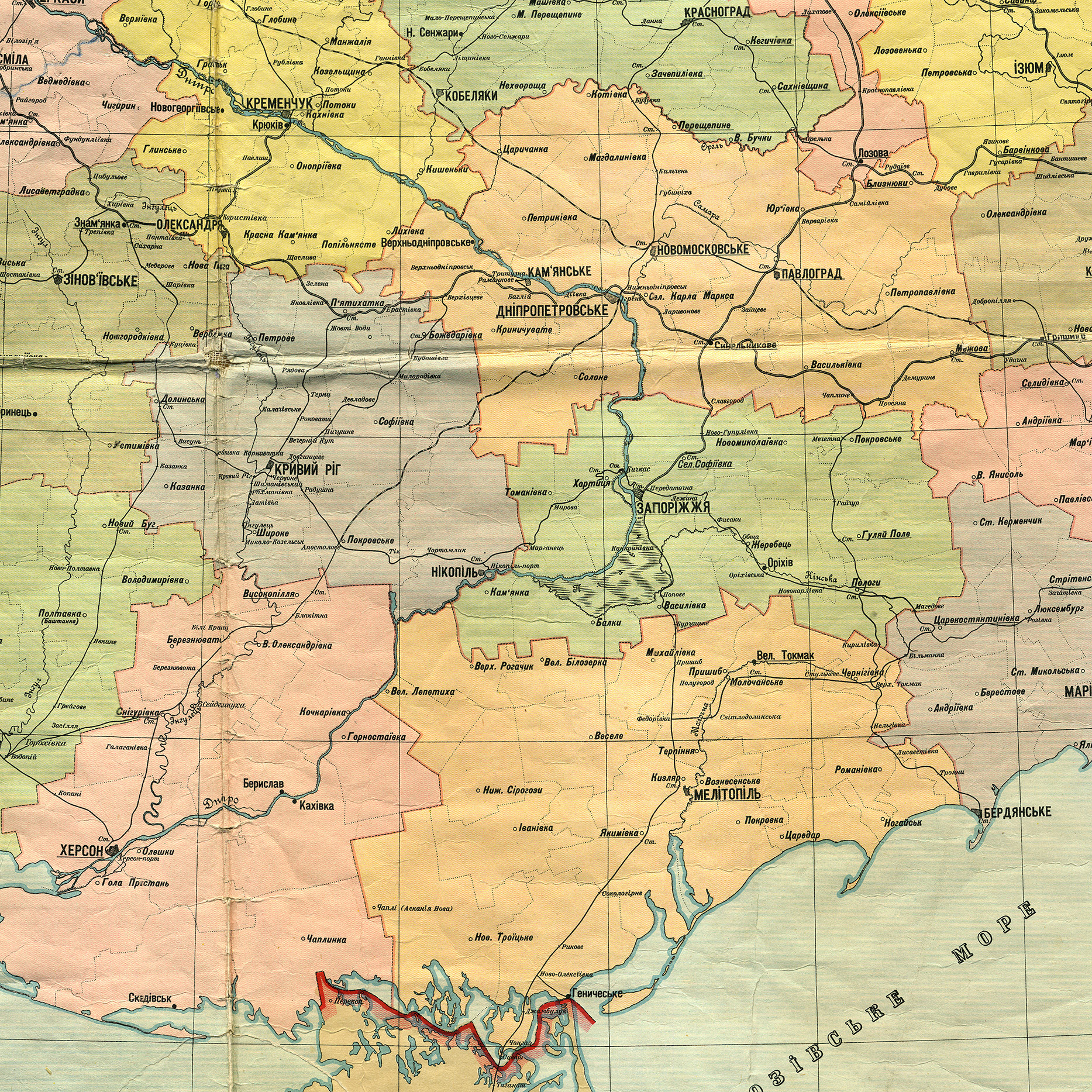
Карта колишньої Олександрійської округи, адміністративні межі станом на 1 березня 1927

## Керівники округи

### Відповідальні секретарі окружного комітетуКП(б)У
- Борисов (1924)
- Каменський В. (.01.1925—.06.1925)

### Голови окружного виконавчого комітету
- Самойленко (1923)
- Бєлов О. В. (1924—1925)